# Totem de Brecey
Totem de Brecey (né le 24 avril 2007) est un cheval hongre Selle français de robe grise, monté en concours complet d'équitation par le cavalier français Christopher Six. Il participe aux Jeux olympiques de Tokyo en 2021, et décroche une médaille de bronze par équipes. 

## Histoire
Il naît le 24 avril 2007, à l'élevage de Jean Muris, à Brécey dans le département de la Manche, en France. Ce dernier est un éleveur bien connu dans sa région, qui a repris la ferme de son père, ancien président de Cheval Normandie, et décédé en mars 2021,. Totem de Brecey est castré le 17 août 2010.
Il appartient à François et Juliane Souweine. Juliane Souweine, originaire de Nantes, monte ce cheval au niveau Amateur Élite et vient se former à Paris : c'est là qu'elle rencontre le cavalier Christopher Six, qui se met à la coacher. Il monte ce cheval quand ses propriétaires n'en ont pas le temps, mais n'imagine pas, dans un premier temps, que Totem de Brecey puisse atteindre le niveau olympique. Christopher Six passe les niveaux de difficulté en compétition avec Totem de Brecey.
Totem de Brecey apparaît pour la première fois en équipe de France de concours complet en 2018. Il participe aux championnats d'Europe de concours complet de 2019.
Christopher Six remporte le dernier concours complet Pro Elite de la saison 2020 avec ce cheval, en septembre. Il devient vice-champion de France Pro Elite. En avril 2021, il décroche le championnat Pro Elite de Pompadour.

### Participation aux Jeux olympiques de Tokyo 2020
Aux Jeux olympiques d'été de 2020 à Tokyo, il remporte avec son cavalier Christopher Six la médaille de bronze par équipes.

## Description
Totem de Brecey est un hongre de robe grise, inscrit au stud-book du Selle français. Il mesure 1,58 m à l'âge de deux ans.
Christopher Six le décrit comme un cheval très rapide, avec du sang et une bonne qualité de saut. Il le décrit aussi comme « très sympa », doté d'un bon caractère, et non-émotif.
Il a une appréhension au passage du gué au début de sa formation.

## Palmarès
Il atteint un indice de concours complet (ICC) de 158 en 2018.

## Origines
C'est un fils de l'étalon Mylord Carthago,. Sa mère Jessy landaise est une fille de l'étalon Selle français Quouglof Rouge (haras des Rouges).